# Невадо-де-Толука
Невадо-де-Толука (исп. Nevado de Toluca), также Шинантекатль (аст. Xinantécatl) — стратовулкан в Мексике. Имеет высоту 4680 м, считается четвёртой по высоте вершиной страны (после вулканов Орисаба, Попокатепетль и Истаксиуатль). Относительная высота— 2210 м. Возвышается над долиной реки Лерма близ города Толука, в 80 км к западу от Мехико. Кратер имеет диаметр около 1,5 км и открыт к востоку. Вулканический купол разделяет кратер на две части, в которых расположено два водоёма — озеро Солнца и озеро Луны.
Первое восхождение — VII век (Майя).
По крайней мере три крупных обрушения конуса вулкана в плейстоцене привели к образованию крупных оползневых и лахарных отложений на обширных областях у подножья вулкана. Четыре основных взрывных извержения в позднем плейстоцене вызвали осадки вулканического пепла и пирокластических потоков приблизительно 36 тыс., 21,7 тыс., 12,1 тыс. и 10,5 тыс. лет назад. Имеются свидетельства о по крайней мере одном извержении в голоцене, примерно 3300 лет назад.
Вулкан расположен на территории одноимённого национального парка. Автомобильная дорога, которая иногда считается самой высокогорной в стране, идёт почти до кратера. Далее от стоянки проложена тропа, по которой можно подняться на кальдеру (с востока), пройти по ней вокруг кратера или спуститься в него.

## Галерея

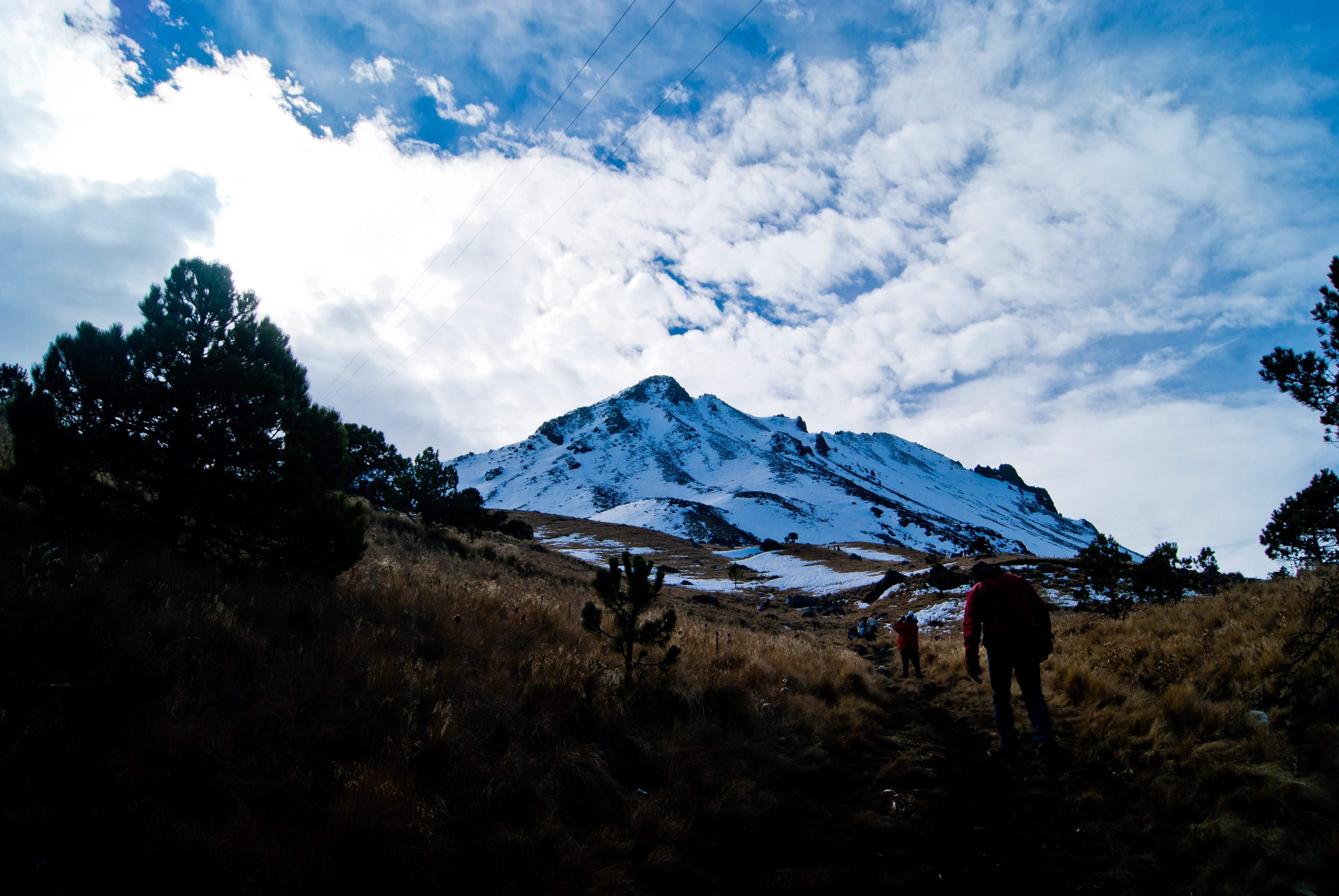
Невадо-де-Толука
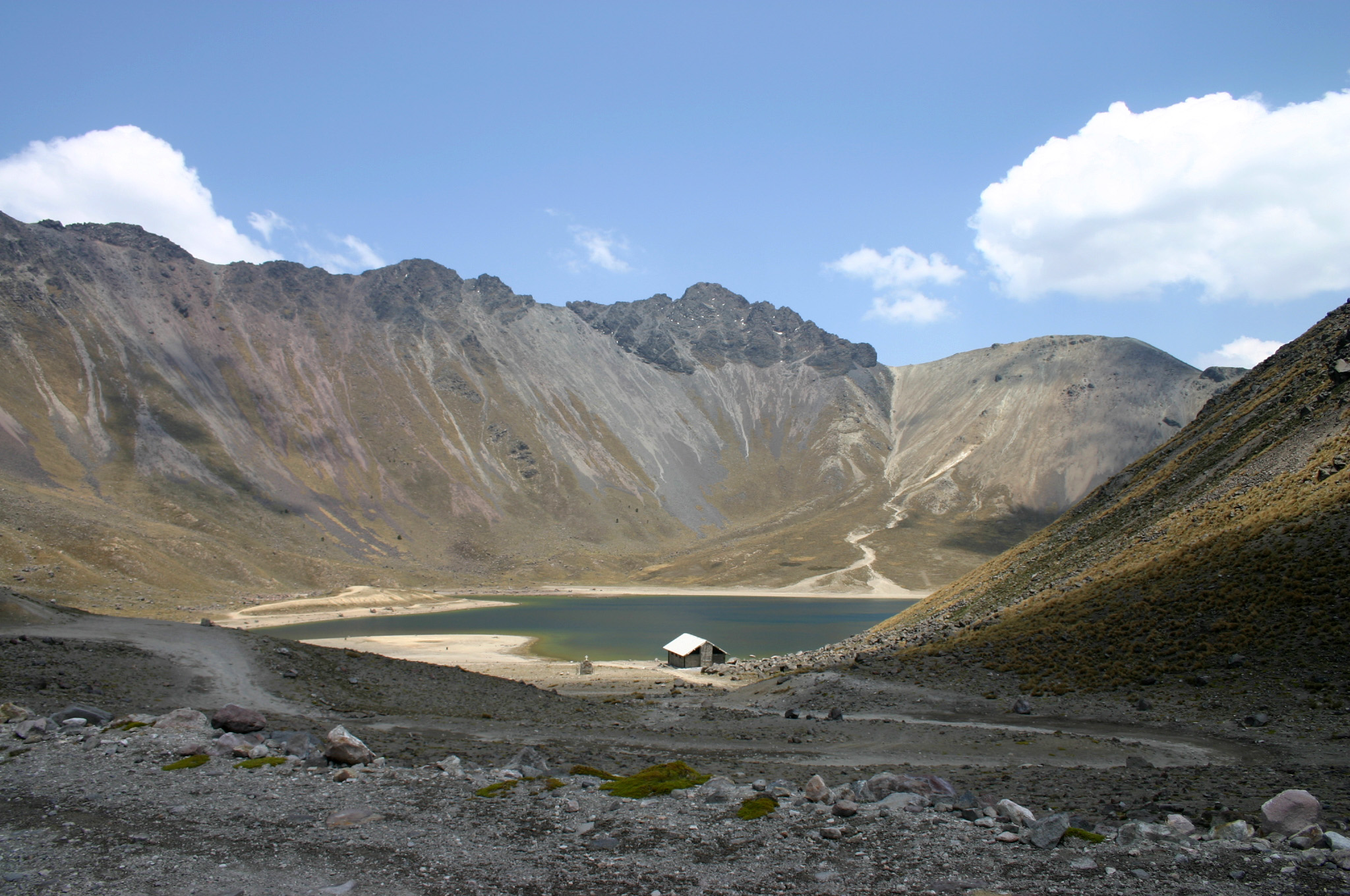
Кратер вулкана и озеро Солнца
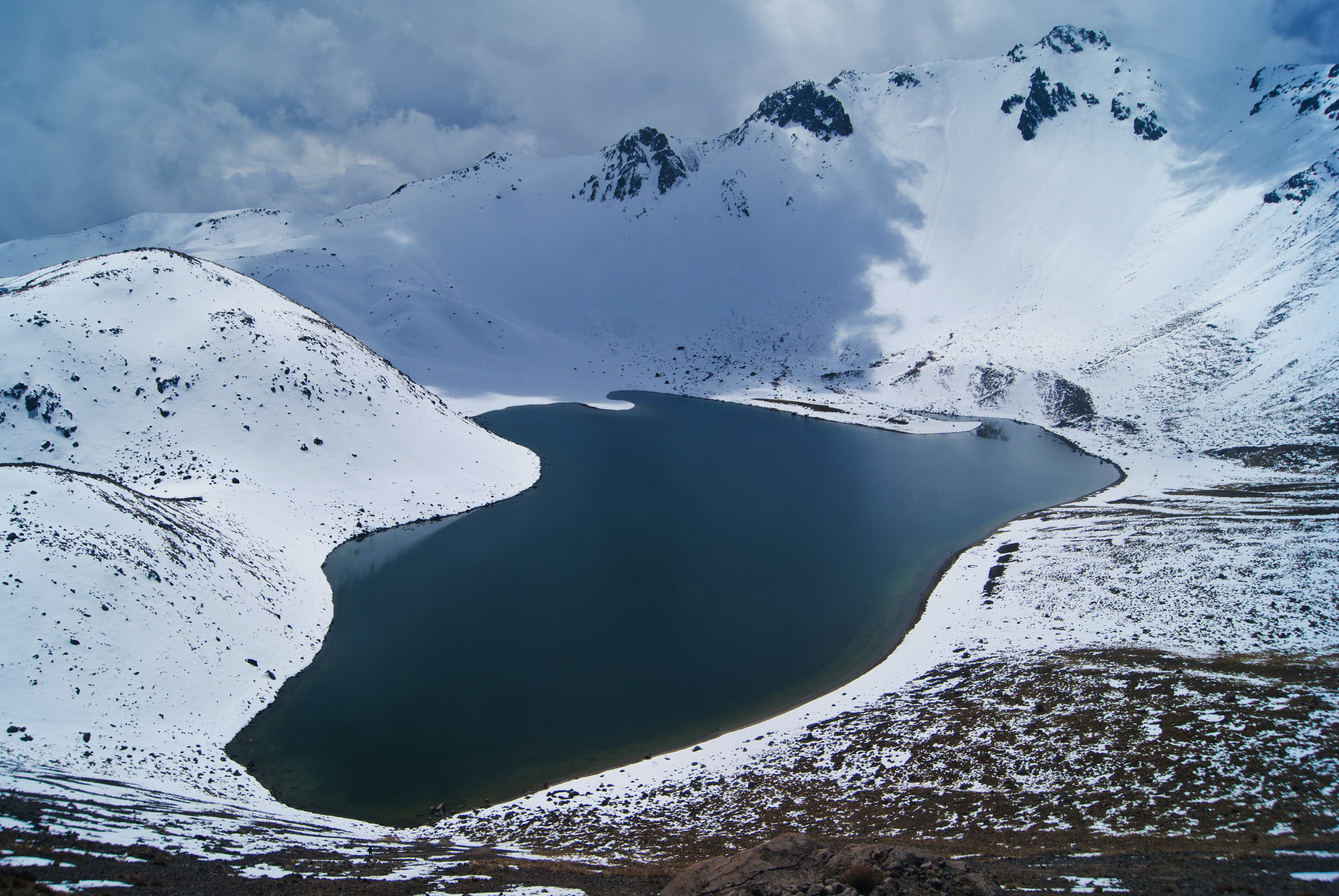
Озеро Солнца зимой
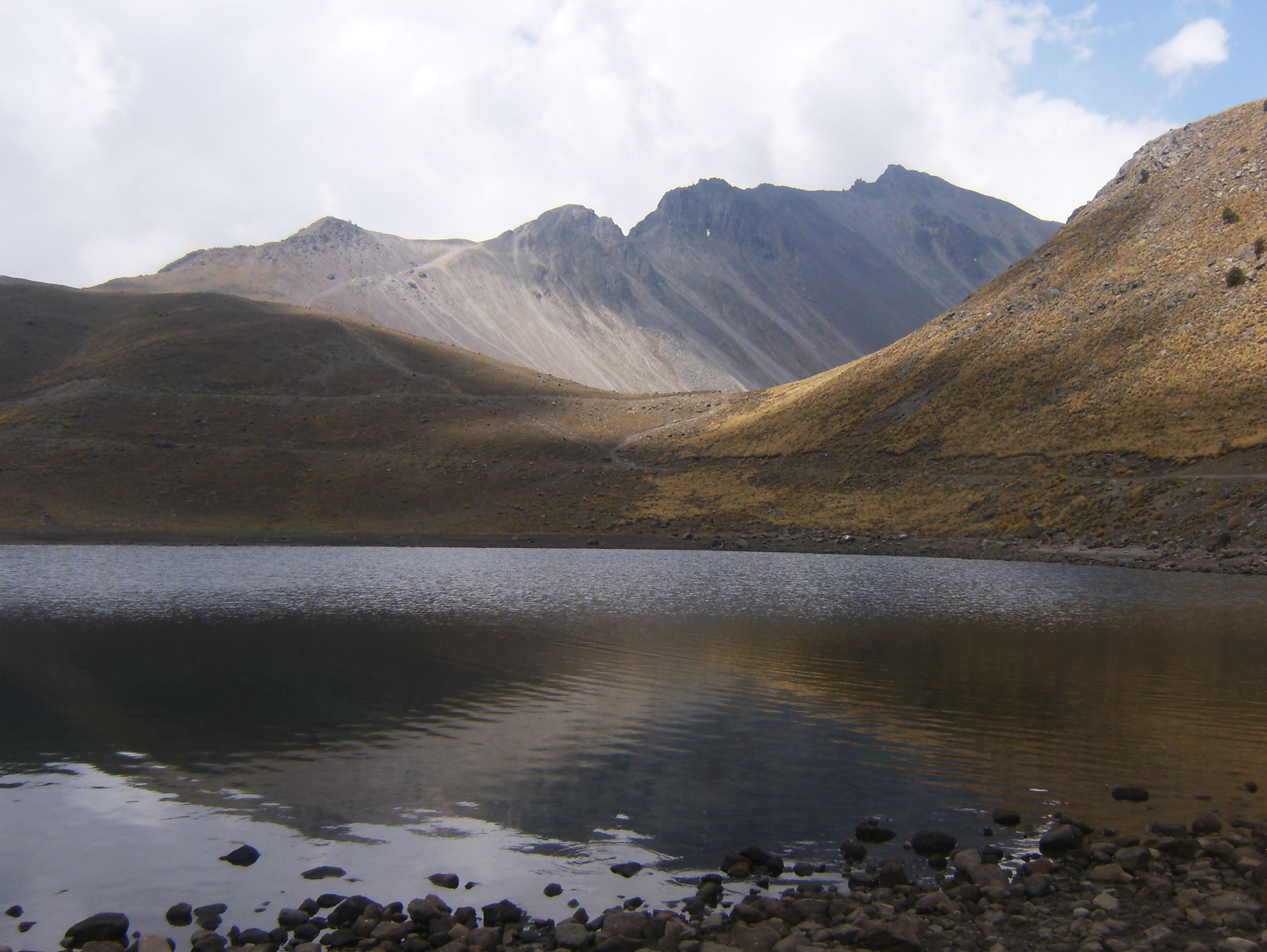
Озеро Луны